# Dermatite de contato
A dermatite de contato (português brasileiro) ou dermatite de contacto (português europeu) é uma reação inflamatória da pele induzida pelo contato com um agente químico, físico ou biológico. A epiderme é lesionada por irritações físicas e químicas repetidas. Também conhecida como dermatite venenata, é uma condição inflamatória, que com frequência apresenta eczemas e é causada por uma reação cutânea a diversos tipos de alérgenos.
A dermatite de contato é uma reação de hipersensibilidade retardada do tipo IV. A sensibilidade cutânea desenvolve-se após períodos breves ou prolongados de exposição e as manifestações clínicas podem surgir horas ou semanas depois que a pele sensibilizada foi exposta.

## Classificação
- Dermatite de contato irritativa: reação não alérgica que resulta da exposição à substância irritativa.
- Dermatite de contato alérgica: decorrente da exposição de pessoas sensibilizadas aos alérgenos de contato. A reação imunológica desencadeada é do hipersensibilidade tipo IV.
- Dermatite de contato fototóxica: É desencadeado por substâncias que se transformam em elementos fototóxicos pela ação da radiação UVA, levando a uma reação eczematosa. A formação da reação imunológica do tipo IV necessita da presença concomitante da radiação apropriada e do fotoalérgeno. Após a absorção da energia da luz, a substância é convertida em molécula em estado ativado. Neste processo, a molécula se une a carregador protéico para formar um antígeno completo.

## Causas
As causas mais comuns de dermatite de contato alérgica na América são plantas do gêneroToxicodendron: Toxicodendron radicans, Toxicodendron diversilobum e sumac. Milhões de casos ocorrem a cada ano na América do Norte apenas.
O alquil resorcinol da Grevillea banksii e da Grevillea Robyn Gordon são responsáveis por dermatite de contato. Bilobol, outro alquil resorcinol encontrado no fruto da Gingko biloba é um forte irritante da pele humana.
Outras causas comuns de dermatite de contato irritativa são fatores ambientais, tais como frio, a sobre-exposição à água ou produtos químicos, tais como ácidos, bases, solventes e produtos de limpeza.

## Sintomas
A dermatite de contato é uma erupção cutânea localizada ou irritação da pele causada pelo contato com uma substância estranha. Apenas as regiões superficiais da pele são afetadas na dermatite de contato. A inflamação do tecido afectado está na  epiderme (a camada mais externa da pele) e na derme exterior (a camada abaixo da epiderme). Ao contrário da  urticária de contato, em que a erupção aparece em poucos minutos após a exposição e desaparece dentro de alguns minutos ou horas, dermatite de contato leva dias para desaparecer. Mesmo assim, a dermatite de contato desaparece apenas se a pele já não entra em contato com o alérgeno ou irritante. A dermatite de contato resulta em áreas de erupções cutâneas com sensação de queimação e coceira, que podem levar de vários dias ou semanas para curar. A dermatite de contato crônica pode se desenvolver quando a remoção do agente agressor não mais fornece o alívio esperado.
Os sintomas englobam prurido(coceira), queimação, eritema, edema e formação de vesículas no ponto de contato. Progride para a transudação, formação de crosta, ressecamento, fissuração culminando no desprendimento da pele.
Liquenificação (espessamento da pele) e alterações pigmentares podem ocorrer em reações repetidas.

### Diferenças
São 3 os tipos básicos de dermatite de contato:
1. Alérgica: Causada pelo contato da pele com substância alergênica. Clinicamente apresenta vasodilatação e infiltrados perivasculares na derme além de edema.
2. Irritativa: Causada pelo contato da pele com substância que lesiona a pele química ou fisicamente. Clinicamente apresenta ressecamento que pode durar dias a meses, vesiculações, fissuras e arranhaduras.
3. Fototóxico: Causada pelo sol em combinação com uma substância química que lesiona a epiderme. Clinicamente similar à dermatite irritativa.

## Diagnóstico
O diagnóstico de dermatite de contacto alérgica é essencialmente baseado no exame físico e história clínica. No caso de um único episódio de dermatite de contato alérgica, o exame clínico é suficiente. Só em casos crônicos ou intermitentes que não são facilmente explicados pela história e exame físico, os exames de laboratório são necessários.
Um teste de hipersensibilidade é comumente usado exame para determinar a causa exata de uma dermatite de contacto alérgica, sendo o patch test o padrão-ouro para identificar a causa da alergia de contato alérgica.

## Tratamento
Ao perceber a inflamação da pele deve-se lavar o local com água e sabão até remover os vestígios do alérgeno ou substância irritante. Identificar a causa e evitar contato com a substância que desencadeou a reação é essencial para prevenir recorrências.
Dependendo da gravidade da reação alérgica esteroides tópicos ou orais podem ser utilizados, no caso dos orais estes, geralmente, são utilizados em doses decrescentes para fornecer o efeito anti-inflamatório máximo sem supressão da supra-renal.
Antipruriginosos (anti-histamínicos tópicos ou sistêmicos e/ou preparações tópicas podem ser necessários. Em alguns casos, como contato com a hera venenosa, uma loção de calamina e aveia e banhos podem aliviar a coceira. Psoraleno e Fototerapia com luz ultravioleta A (PUVA) também pode ser útil na dermatite de contato alérgica.